# سیاوش صفاریان‌پور
سیاوش صفاریان‌پور (زادهٔ ۱۳۵۹ در تهران) مجری، تهیه‌کننده، کارگردان، روزنامه‌نگار علم، پادکست‌ساز و برنامه‌ساز تلویزیونی است. وی همچنین عکاس و منجم آماتور، عضو شاخهٔ آماتوری انجمن نجوم ایران و همچنین مؤسس جایزهٔ چراغ است.

### ورود به تلویزیون
حضور او در صدا و سیما با ظهور دنباله‌دار هیل-باپ در آسمان آغاز شد. او به‌همراه برادرش محمدفؤاد صفاریان‌پور در بهار ۱۳۷۶ به ساختمان صدا و سیما رفت. به‌علت دوقلو بودن توانستند به ساختمان راه یابند و پس از ارائهٔ تقاضای ساخت برنامه‌ای دربارهٔ این دنباله‌دار به مسئولان شبکهٔ ۲، به آنان در یک برنامه برای بیان صحبت‌هایشان ۱۰ دقیقه وقت داده شد. به‌دنبال این برنامهٔ کوتاه‌مدت و استقبال از آن، بخش نجوم را به‌همراه برادرش در همان برنامه ادامه داد. وی تا امروز در حال فعالیت در تلویزیون، روزنامه‌ها، مجلات علمی و مجامع ترویج علم ایران است.

### برنامه‌های تلویزیونی
سیاوش صفاریان‌پور از سال ۱۳۸۰ همراه برادرش مشغول به ساخت برنامهٔ آسمان شب است که یکی از قدیمی‌ترین برنامه‌های نجومی هفتگی در ایران است. علاوه بر این او از سال ۱۳۷۸ به مناسبت‌های گوناگون نجومی مانند خورشیدگرفتگی، ماه‌گرفتگی، نوروز و غیره به تولید ویژه‌برنامه‌های نجومی می‌پردازد که از جملهٔ مهم‌ترین آن‌ها می‌توان گذر زهره، آخرین کسوف قرن، اولین خسوف قرن و طولانی‌ترین کسوف قرن را نام برد.
صفاریان‌پور علاوه بر برنامه‌های نجومی به‌همراه محمدفؤاد، برنامه‌های تلویزیونی دیگری نیز تولید کرده‌است که کندو، تیک تاک، دایره، چرخ، کاروانسرا و موتور جستجو ازجملهٔ آن‌هاست. همچنین در برنامه‌های مردم ایران سلام، دایره و رادیو هفت به‌عنوان مجری حضور داشته‌است. او در طی سال‌های ۱۳۷۸ تا ۱۳۸۸ به مستندسازی مهم‌ترین خورشیدگرفتگی‌های جهان پرداخته‌است که حاصل آن مستند تلویزیونی جویندگان کسوف است.
وی همچنین برنامهٔ پیش رو در شبکهٔ چهار را به‌عنوان کارگردان آغاز کرد و به‌عنوان مجری و کارشناس در برنامهٔ تلویزیونی صبحی دیگر فعالیت کرده‌است.
در تیرماه سال ۱۳۹۰ وبگاه دانش فضایی اعلام نمود که سیاوش صفاریان‌پور با ساخت و انتشار برنامهٔ جدیدی به نام راه شیری در آن وبگاه، قرار است دوستداران برنامهٔ آسمان شب را در اینترنت دور هم جمع نماید. تلویزیون اینترنتی دانش فضایی اولین برنامهٔ خود را به‌مناسبت رویداد تاریخی آخرین پرتاب شاتل‌های فضایی پخش کرد. او ساخت پادکست‌هایی چون میرکت، ایستگاه فضایی، فلسفهٔ علم، جهان شگفت‌انگیز مغز، خداحافظ آفریقا، متاورس، عصر حجر، هاگیر واگیر و رختکن بازنده‌ها را در کارنامه دارد.
ساخت فیلم سینمایی مستند علمی با موضوع مغز با عنوان کاپیتان من به تهیه‌کنندگی و روایت بهرام رادان و اکران آن در سال ۱۴۰۲ از دست‌آوردهای او محسوب می‌شود. او یکی از اعضای مؤسس و عضو شورای مرکزی پروژهٔ بین‌المللی صلح ستارگان است. صلح ستارگان پروژه‌ای بین‌المللی است که سعی در ترویج علم و صلح دارد.
ورود او به دنیای پادکست از سال ۱۳۹۸ با تولید پادکست «میرکت» آغاز شد؛ مجموعه‌ای از گفت‌وگوها با اسماعیل میرفخرایی و نرگس فیض‌بخش درباره زندگی و اندیشه این تهیه‌کننده کهنه‌کار رادیو و تلویزیون ملی. پس از آن، تجربه ساخت «جهان شگفت‌انگیز مغز» گام بعدی‌اش در مسیر ساخت پادکست‌ بود. اما نقطه عطف فعالیت حرفه‌ای او در این زمینه، هم‌زمان با آغاز پاندمی کووید-۱۹ در سال ۱۳۹۹ رقم خورد؛ زمانی که با طراحی و تولید پادکست پرشنونده و پرطرفدار «هاگیرواگیر» به پادکستری شناخته‌شده تبدیل شد.
«هاگیرواگیر» یک پادکست با موضوع سرگرمی است که در همکاری با محمدرضا نوروزی و محمدرضا ماندنی تولید شد. او پس از ساخت ۸۰ اپیزود، از این پروژه خداحافظی کرد و کناره گرفت.
صفاریان‌پور در سال‌های اخیر، در کنار تولید پادکست‌های متنوع علمی، ساخت پادکست «رختکن بازنده‌ها» را می‌سازد؛ اثری در همکاری با بهزاد عمرانی، جهانیار قربانی و مژده محمدی که به یکی از پرمخاطب‌ترین پادکست‌های فارسی‌زبان تبدیل شده است.

### فهرست پادکست‌ها
- سان‌روف (تهیه‌کننده)
- کروموزوم ایکس (تهیه‌کننده)
- رادیو کجا  (کارگردان)
- فلسفه علم (تهیه‌کننده)
- کارت صدا (کارگردان)
- کِیف پول (کارگردان، میزبان)
- اتاق فردا (کارگردان، میزبان)
- هشتگ بازنشستگی (کارگردان، میزبان)
- رختکن بازنده‌ها (تهیه‌کننده)
- عصرحجر (کارگردان، میزبان)
- ایستگاه فضایی (تهیه‌کننده، میزبان)
- خداحافظ آفریقا (تهیه‌کننده)
- پادکست متاورس (کارگردان، میزبان)

1. ↑  همشهری. «گفت‌وگو با محمدفؤاد صفاریان‌پور که به‌زودی با برنامه‌ای جدید سراغ‌مان می‌آید».
2. ↑  عصر ایران. «مجری و تهیه کننده با انتقاد از مدیریت سیما : تلویزیون مدتی‌ است به کما رفته».
3. ↑  خبرآنلاین. «قدم‌های کارساز برای تغییر جهان».
4. ↑  ایسنا. «سیاوش صفاریان پور: توجه بيش از حد به همگاني كردن نجوم يكي از ضعف‌هاي فعاليت نجوم آماتوري است».
5. ↑  شبکه ۲ بایگانی‌شده  در ۱۷ ژانویه ۲۰۱۲ توسط Wayback Machine، تیک تاک، گفتگو بدون مجری
6. ↑  خبرگزاری مهر بایگانی‌شده  در ۱۴ ژانویه ۲۰۱۲ توسط Wayback Machine، "تیک تاک" فرصت معاشرت با شخصیت‌های محبوب را به مخاطب می‌دهد
7. ↑  «نمایش خبر بازخوانی سفرنامه‌ها در «کاروانسرا»». iribtv.ir. بایگانی‌شده از اصلی در ۱۱ ژوئیه ۲۰۱۸. دریافت‌شده در ۲۰۱۸-۰۷-۱۱.
8. ↑  «شبکه آموزش::موتور جستجو». tv7.ir. بایگانی‌شده از اصلی در ۱۰ ژوئیه ۲۰۱۹. دریافت‌شده در ۲۰۱۸-۰۷-۱۱.
9. ↑  «سایت شبکه 4 - پیش رو، پیش رو». tv4.ir. بایگانی‌شده از اصلی در ۸ سپتامبر ۲۰۱۸. دریافت‌شده در ۲۰۱۸-۱۰-۰۶.
10. ↑  «قسمت‌های برنامه». tv7.ir. بایگانی‌شده از اصلی در ۶ اکتبر ۲۰۱۸. دریافت‌شده در ۲۰۱۸-۱۰-۰۶.
11. ↑  تبیان، موسسه فرهنگی و اطلاع‌رسانی. «برنامه تلویزیونی راه شیری». سایت مؤسسه فرهنگی و اطلاع‌رسانی تبیان. دریافت‌شده در ۲۰۲۳-۱۱-۱۷.
12. ↑  تلویزیون دانش فضایی: آخرین شاتل بایگانی‌شده  در ۲۰ سپتامبر ۲۰۱۱ توسط Wayback Machine، در: وبگاه دانش فضایی، بازدید: ۲۹ تیر ۱۳۹۰
13. ↑  «بهرام رادان تهیه‌کننده مستند «کاپیتان من» شد/ سفر به مغز انسان». خبرگزاری مهر | اخبار ایران و جهان | Mehr News Agency. ۲۰۱۹-۰۷-۱۲. دریافت‌شده در ۲۰۲۱-۱۲-۲۹.
14. ↑  «سفر به مغز انسان با مستند کاپیتان من به روایت بهرام رادان». خبرگزاری موج. دریافت‌شده در ۲۰۲۱-۱۲-۲۹.
15. ↑  «ماجراجویی تازه بهرام رادان». خبرآنلاین. ۲۰۱۹-۰۷-۱۲. دریافت‌شده در ۲۰۲۱-۱۲-۲۹.
16. ↑  «سفر بهرام رادان به درون مغز انسان/پوستر «کاپیتان من» رونمایی شد». خبر فوری - اخبار فوری و لحظه ای | در لحظه با خبر شوید. دریافت‌شده در ۲۰۲۱-۱۲-۲۹.

- کپ ژورنال
- آسمان شب از قدیمی‌ترین برنامه‌های هفتگی تلویزیونی دنیا در زمینه نجوم
- مصاحبه سیاوش صفاریان پور با کارولین پورکو، مدیر بخش تصویربرداری مأموریت کاسینی
- صلح ستارگان
- آسمان شب ده ساله
- «جویندگان کسوف» به تلویزیون می‌آید
- برنده بهترین پادکست فارسی (بخش آرای مردمی) برای «رختکن بازنده‌ها» – جشنواره ملی پادکست فارسی – ۱۴۰۳